# Revista do Brasil
A Revista do Brasil foi uma revista brasileira, fundada em 1916 por Júlio de Mesquita como sendo espaço de literatos e promovendo discussão sobre o contexto da Primeira Guerra Mundial, então em andamento.

## Fases
A primeira fase de 1916 a 1925 é quando a revista é dirigida pelo próprio Júlio de Mesquita e por Monteiro Lobato que a comprou em 1918; transformado-a em espaço de divulgação  de suas obras e de outros autores.
Em 1925, Lobato,  então com dificuldades financeiras, vendeu a Revista do Brasil para Assis Chateaubriand.  

### Segunda fase
Em 1926 a revista entra em uma fase apontada como espaço de discussões entre conservadores e modernistas.  A historiadora Tânia Regina de Luca, em seu livro: Leituras, projetos e (re)vista(s) do Brasil, aponta que  Pandiá Calógeras operava pelo lado conservador já o lado modernista ficava com Prudente de Moraes Neto. Mas em 1927 a revista é encerrada.

### Terceira fase
Em 1938 Chateaubriand reativa a revista para operar como voz contrária ao Estado Novo. Essa fase antivarguista há participação de pensadores e artistas, entre eles: o historiador Otávio Tarquínio de Sousa, Sérgio Buarque de Holanda,  Gilberto Freire,  Raquel de Queiroz e  Mário de Andrade. No entanto, esse espaço cronológico da revista também é visto como elitista e liberal, mas também teve participação de intelectuais progressistas como Astrogildo Pereira.

### Quarta fase
Em 1943 a revista é descontinuada e, em 1944, Assis Chateaubriand a republica com roupagem diferente objetivando fazê-la concorrente da revista Seleções, no entanto o empreendimento não durou um ano.

### Quinta fase
A última é a quinta fase, de 1984 a 1990, período que a revista é comandada por Darcy Ribeiro.  Nesta fase o periódico funciona como espaço de ideias político-sociais.

## Colaboradores
No rol de escritores que participaram da revista, aparecem: Olavo Bilac, Mário de Andrade, Monteiro Lobato, Manuel Bandeira, Amadeu Amaral, Graciliano Ramos, Álvaro Vieira Pinto, Agenor Fernandes Barbosa e outros. 